# 雷伊·吉爾
雷伊·吉爾（英語：Leigh Gill）是一名英國演員。他最出名是演出《小丑》和《權力遊戲》。

## 影視作品列表
- 《權力遊戲》（Game of Thrones）（2016年）飾演Bobono
- 《怪獸與牠們的產地》（Fantastic Beasts and Where to Find Them）（2016年）
- 《Hot Dog》（2018年）
- 《小丑》（Joker）（2019年）飾演Gary[1]
- 《獵魔士》（The Witcher）（2019年）飾演Temarian礦工
- 《The Most Beautiful Day in the World（英语：The Most Beautiful Day in the World）》（2019年）
- 《A Woman at Night》（2021年）
- 《Who Framed Santa Claus?》 (2021年）
- 《Lion Versus the Little People》 (2022年）
- 《Blitz（英语：Blitz）》（TBA）

## 外部連結
- Leigh Gill在互联网电影资料库（IMDb）上的資料（英文）